# Vtiskování

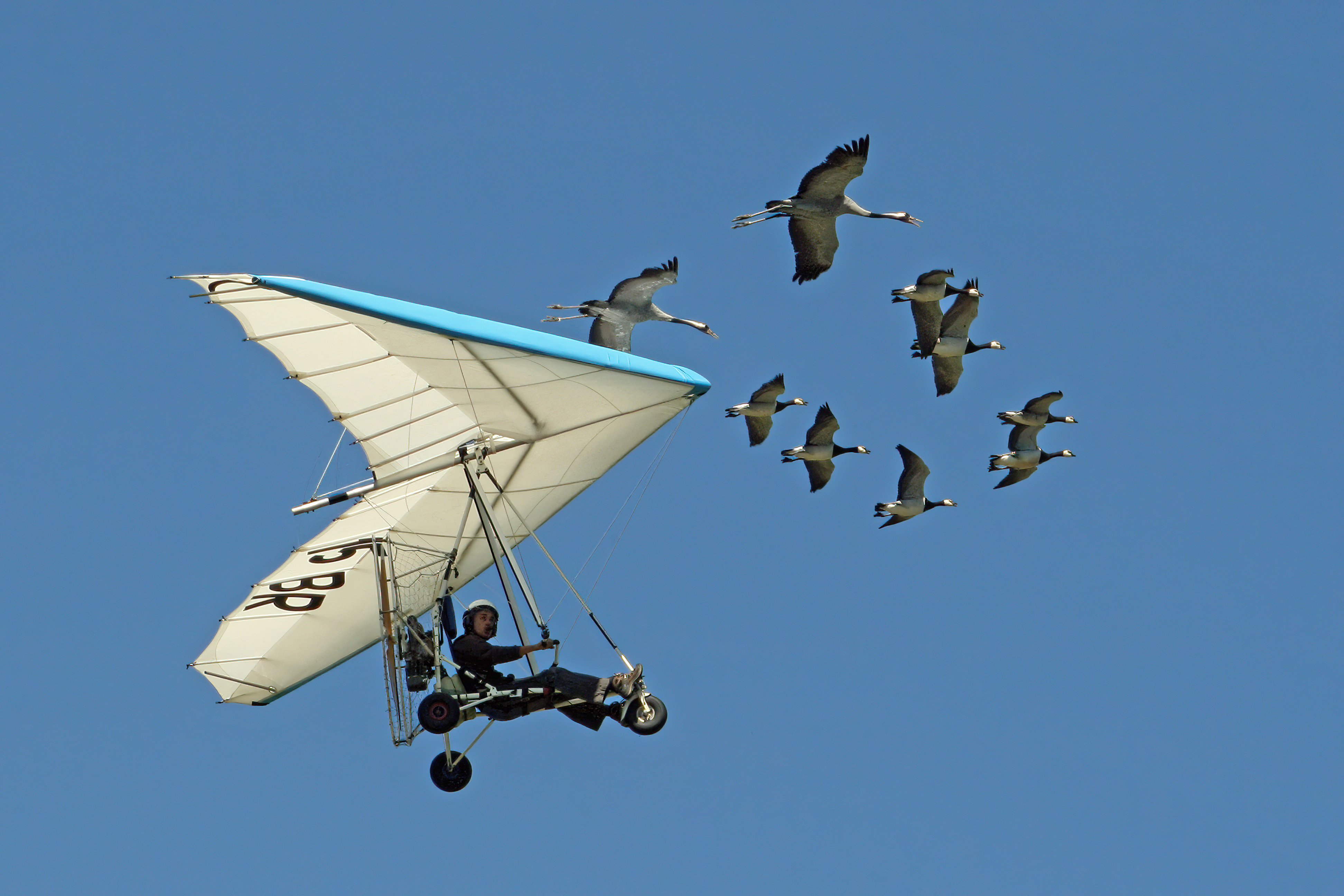
Husy a jeřábi následují ultralehké letadlo, jehož obraz jim byl po narození vtištěn.

Vtištění, vtiskování nebo imprinting je proces učení vázaný na časově omezené období v určité fázi vývoje jedince a vedoucí k dlouhodobým a obvykle trvalým a nezvratným změnám chování. Tento pojem se používá v psychologii a etologii. Studiem instinktivního chování se zabývali někteří evropští zoologové (označovaní jako etologové), jako například rakouský zoolog Konrad Lorenz, a na počátku 50. let dvacátého století byly jejich koncepty začleňovány do psychologie. 

## Charakteristika
Vtiskování by se dalo charakterizovat jako rané a rychle probíhající učení, které umožňuje novorozeněti vytvořit si úzký vztah k matce. Během prvních hodin života jsou mláďata řady živočišných druhů „naprogramována“ k vytvoření emoční vazby k nejbližšímu sociálnímu objektu, za normálních okolností tedy k matce. Pokud však např. čerstvě narozené kachní mládě uvidí v prvních momentech člověka (nebo i pohybující se neživý předmět – atrapu zvířete), dojde ke vtištění a toto emocionální pouto přetrvává až do dospělosti zvířete, přičemž pro imprinting stačí i pouhých 10 minut. 
Ke vtiskování dochází v geneticky určeném a druhově specifickém časovém období, obvykle v časném mládí, v tzv. kritické nebo citlivé fázi. Vtiskovány mohou být objekty (například rodiče) nebo motorické vzory (například zpěv ptáků). Mechanismus vtištění je natolik silný, že byl využit při výcviku migrace pro ohrožené druhy ptáků.
Vtištění je nejtypičtější pro zvířata, jež dokáží hned po narození chodit a rychle dospívají. Lidé se rodí zcela bezbranní a dozrávají velmi pomalu. Lze sice i u nich pozorovat jisté prvky vtištění, ve srovnání s vlivem kultury jsou však zanedbatelné. 
Formy vtištění (imprintingu):
- mateřské vtištění – emoční pouto mezi matkou a mládětem;
- sexuální vtištění – dochází k němu v téže době jako k mateřskému vtištění, ale projevuje se v době, kdy si zvíře vybírá partnera.

## Sexuální imprinting
Zvíře má v dozrávání vzor v rodičích a při výběru partnera preferuje podobný vzhled. Ne však zcela stejný, nejvíce žádoucí je potenciální partner, jenž se mírně liší. 
Tento jev je etology vysvětlován jakožto obranný mechanismus, jenž umožňuje vybírat si vhodného partnera, ale zároveň zamezuje reprodukci v rámci jednoho rodu. Shodný partner totiž může být s velkou pravděpodobností blízký příbuzný.